# "Cậu" ma nhà xí Hanako
"Cậu" ma nhà xí Hanako (Nhật: 地縛少年花子くん (Địa phược thiếu niên Hoa Tử Quân) Hepburn: Jibaku Shōnen Hanako-kun, n.đ. 'Cậu bé Hanako trong nhà vệ sinh') là một bộ manga Nhật Bản do Iro Aida sáng tác. Bộ truyện được đăng trong tạp chí shōnen manga của Square Enix Monthly G Fantasy từ năm 2014. Manga hiện được làm thành hai mươi bốn tập tankōbon. Bộ manga được cấp phép ở Bắc Mỹ bởi Yen Press. Một anime truyền hình dài tập được chuyển thể bởi Lerche được công chiếu vào ngày 9 tháng 1 năm 2020. Tại Việt Nam, bộ truyện được Nhà xuất bản Kim Đồng mua bản quyền và phát hành dưới tựa đề "Cậu" ma nhà xí Hanako.
Một dự án anime mới được công bố vào tháng 12 năm 2022 và sau đó được mô tả là "làm lại" của anime. "Phần đầu tiên" của dự án, chuyển thể từ spin-off Hanako-kun sau giờ học, phát sóng từ tháng 10 đến tháng 11 năm 2023; Phần tiếp theo của spin-off dài bốn tập dự kiến sẽ ra mắt vào tháng 4 năm 2024. Mùa thứ hai cũng đã được công bố.
Tính đến tháng 8 năm 2022, "Cậu" ma nhà xí Hanako đã có hơn 8 triệu bản được lưu hành.

## Cốt truyện
Tại Cao trung Học viện Kamome kỳ bí, có rất nhiều tin đồn về 7 điều bí ẩn tại trường học. Yashiro Nene, một nữ sinh năm nhất, đam mê những điều huyền bí và khao khát có bạn trai đã quyết định triệu hồi điều bí ẩn thứ 7 "Hanako-san trong nhà vệ sinh", một cô gái đã chết trong nhà vệ sinh nữ từ rất lâu, có thể thực hiện mọi điều ước của người triệu hồi và lấy đi một thứ quý giá của họ. Tuy nhiên, khi được triệu hồi, Hanako-san lại là "con trai". Trải qua nhiều chuyện kỳ lạ, Nene đã trở thành trợ lý của cậu ta và thế là cuộc phiêu lưu của người duy trì sự cân bằng giữa thế giới linh hồn và loài người bắt đầu, cũng như khám phá của cô về nhiều bí mật xoay quanh Hanako.

## Nhân Vật

### Nhân vật chính
- Yashiro Nene (尋 寧々 Yashiro Nene?)

Lồng tiếng bởi: Akari Kitō
Yashiro Nene là một học sinh trung học năm thứ nhất tại Học viện Kamome. Cô đã triệu hồi Hanako-kun và mong muốn người mình thầm thương, Minamoto Teru, sẽ đáp trả lại tình cảm của mình. Một loạt các sự kiện xảy ra khi Yashiro nuốt vảy của một nàng tiên cá, gây ra cho cô lời nguyền của Nàng tiên cá và biến cô thành một con cá. Để thực hiện ước nguyện mới trở thành con người của mình một lần nữa, Hanako nuốt một chiếc vảy từ cùng một nàng tiên cá để tự nguyền rủa mình và làm cân bằng lời quyền của nó bằng cách chia ra cho cả hai, để Yashiro vẫn là con người trừ khi cô bị dính nước. Đã trói buộc linh hồn của họ lại với nhau thông qua lời nguyền, rồi Hanako-kun đã biến Yashiro trở thành trợ lý con người của mình như một khoản thanh toán. Yashiro hợp tác với Hanako để thay đổi và lan truyền những tin đồn mới về những sinh vật siêu nhiên trong trường để giữ trong tầm kiểm soát. Cô có khả năng tiêu diệt yorishiro của các bí ẩn trường học, nguồn sức mạnh của họ; khi làm như vậy, cô ngủ thiếp đi và xem ký ức liên quan đến yorishiro. 
Người bạn thân nhất của Yashiro là Akane Aoi, người thường kể những tin đồn mới cho Yashiro nghe. Cô đeo hai cái kẹp tóc giống như magatama và một chiếc trâm cài hình sọ trên đồng phục của trường. Yashiro là một cô gái rất tích cực, nhạy cảm và chu đáo. Cô vô cùng bất an và thực sự lo sợ rằng sẽ không ai yêu cô. Sau khi nhận được lời nguyền, cô thú nhận với Hanako rằng cô đã nhận ra mong muốn thực sự của mình là gì: cô muốn ai đó, bất cứ ai, trả lời lại tình cảm của mình, chứ không phải Minamoto Teru. Yashiro không an tâm về mắt cá chân lớn quá khổ của mình, thường được so sánh với củ cải như một trò đùa trong truyện và hay bị gọi là "daikon" có nghĩa là củ cải. Mặc dù liên tục khẳng định Hanako không phải là mẫu người cô thích và bị cậu trêu chọc, cô vô cùng quan tâm đến Hanako và sau khi biết về quá khứ của cậu, cô muốn bảo vệ cậu. Cô có trực giác và nhạy cảm với những thay đổi trong tính cách của cậu, và bị ảnh hưởng sâu sắc mỗi khi cô biết được thông tin mới về lần còn sống trước kia của Hanako.
- Hanako-kun (花子くん?)

Lồng tiếng bởi: Megumi Ogata
Tin đồn nổi tiếng nhất trong trường, Hanako-kun là Bí ẩn thứ bảy của Học viện Kamome. Theo lời đồn về cậu ta, Hanako có thể được triệu tập nếu một người gõ vào gian toilet thứ ba của tầng ba phòng vệ sinh nữ trong tòa nhà trường học cũ và cậu ta có thể trao những điều ước cho người triệu tập cậu và đổi lấy một mức giá phù hợp. Cậu là người mạnh nhất và là đội trưởng của Bảy bí ẩn, Hanako chiến đấu với một con dao làm bếp và hai haku-joudai - những con ma trơi hỗ trợ cậu theo dõi người khác và áo choàng giúp cậu miễn nhiễm với tia sét trừ tà. Nhiệm vụ của cậu là theo dõi tất cả các siêu nhiên xuất hiện trong trường và duy trì sự cân bằng giữa con người và siêu nhiên. Mặc dù trông trẻ con và tinh nghịch, Hanako thường che giấu cảm xúc thật của mình và thật ra là khá nghiêm túc. 
Cậu ta thực hiện nhiệm vụ của mình vì được Thượng đế hứa rằng sẽ miễn trừ những tội lỗi trong quá khứ nếu hoàn thành. Cậu giữ bí mật về kiếp trước của mình. Trước đây, tên thật của Hanako là Yugi Amane và cậu cũng học tại Học viện Kamome. Một học sinh trung học năm hai năm 1969, cậu thường đến trường với những vết bầm tím và vết cắt. Cậu có một niềm đam mê sâu sắc đối với thiên văn học và có ước mơ trở thành phi hành gia và lên mặt trăng. Theo Tsuchigomori, Bí ẩn thứ năm và giáo viên chủ nhiệm của cậu ta vào thời điểm đó, Hanako được định sẵn trở thành một giáo viên khoa học, cho đến khi cậu tự thay đổi tương lai của chính mình, cậu là người duy nhất mà ông biết là đã tự thay đổi tương lai. Cậu giết em trai sinh đôi, Yugi Tsukasa, và chết trẻ.
Bằng cách tự gây ra lời nguyền Nàng tiên cá, cậu trói buộc linh hồn của mình và Yashiro lại với nhau. Mặc dù cậu thường xuyên trêu chọc cô, nhưng Hanako rất trân trọng Yashiro và sẽ cố gắng hết sức để giúp đỡ cô khi cần thiết cũng như là để bảo vệ cho Yashiro khi cô gặp khó khăn và nguy hiểm.
- Minamoto Kou (源光)

Lồng tiếng: Shouya Chiba
Kou là học sinh năm ba tại trường trung học của Học viện Kamome và là con trai lớn thứ hai của Gia tộc Minamoto, một gia đình trừ tà mạnh mẽ tin rằng tất cả các sinh vật siêu nhiên vốn là xấu xa. Cậu ta sử dụng một cây giáo tên là Raiteoman, một vũ khí được truyền lại trong gia đình Minamoto, biến đổi sức mạnh tâm linh của người mang lại thành tia sét xua đuổi Thế lực siêu nhiên. Được anh trai của mình, Teru giao nhiệm vụ trừ tà tất cả Bảy bí ẩn, Kou cố gắng xua đuổi Hanako nhưng không có đủ sức mạnh tâm linh để làm điều đó. Không bỏ cuộc, cậu theo Hanako và Yashiro quanh trường một lúc và nhận ra rằng Hanako dường như không phải là một "ác nhân" siêu nhiên. Do đó, Kou thề sẽ tìm hiểu thêm về Hanako và các Sinh vật siêu nhiên khác (như Mitsuba) trước khi tiêu diệt họ, khiến cho anh trai cậu không hài lòng. Khi Kou thấy Mitsuba đi ám các tủ khóa, cậu ta đề nghị dành cả ngày với Mitsuba để cố gắng thực hiện những hối tiếc cuối cùng để cậu có thể bình yên thoát kiếp. 
Trước kia, cả hai học chung lớp năm nhất và Kou cảm thấy có lỗi vì đã không nhớ Mitsuba. Sau khi Tsukasa biến Mitsuba thành một sinh vật siêu nhiên hung bạo và Hanako đến để ngăn cản, Kou thấy Hanako tiêu diệt Mistuba và bị tổn thương bởi sự mất mát của bạn mình. Tức giận và buồn bã, cậu thề sẽ mạnh mẽ hơn để tiêu diệt những siêu nhiên xấu xa như Tsukasa. Kou là một người tìm kiếm công lý và sở hữu một tính cách dũng cảm và tốt bụng, mặc dù cậu ta thường gặp rắc rối do thiếu kinh nghiệm và sức mạnh tâm linh thấp. Cậu cố bảo vệ Yashiro mỗi khi cậu thấy Hanako lên cơn biến thái. Một trò đùa hay diễn ra trong series là chiếc khuyên tai trên tai phải của cậu ta là một omamori và có chữ '交通' (giao thông). Và rồi cậu cùng Hanako và Yashiro giúp đỡ lẫn nhau và bảo vệ nhau khi gặp khó khăn.
- Sosuke Mitsuba (三葉 惣助)

Lồng tiếng: Daiki Kobayashi
Mitsuba là bạn học cấp hai của Kou trong năm đầu tiên của họ, người đã thiệt mạng trong một vụ tai nạn xe hơi. Cậu ta trở thành một hồn ma và ám ảnh các tủ khóa ở trường, kêu gọi các học sinh và hy vọng ai đó sẽ nhớ đến cậu. Kou gặp cậu ấy sau khi nghe về tin đồn của cậu và mặc dù Kou không nhớ cậu, quyết định giúp cậu hoàn thành bất cứ điều gì hối tiếc đã giữ cậu ở lại trường để giúp cậu ấy siêu thoát.
Mitsuba hối tiếc vì không có bạn khi còn sống, và trong ước nguyện của mình với Tsukasa, cậu nói rằng cậu muốn mọi người nhận ra mình. Bởi vì Tsukasa tin rằng điều ước ban đầu của cậu là quá mơ hồ, Tsukasa quyết định rằng điều ước thực sự của Mitsuba là cậu ấy muốn ở lại với bạn bè của mình mãi mãi. Thế nên, cậu ta ban cho Mitsuba điều ước này và thay đổi lời đồn của Mitsuba, biến cậu ta thành một siêu nhiên bạo lực. Tsukasa buộc Mitsuba giết Kou và hoàn thành ước nguyện được ở bên bạn mình (thông qua cái chết của Kou), nhưng Hanako đến và tiêu diệt Mitsuba trước khi cậu ta có thể làm điều đó. Tsukasa với lấy một phần linh hồn của Mitsuba và tái tạo một Mitsuba mới bằng cách gắn nó vào một cơ thể hình thành từ những linh hồn bậc thấp mà cậu đã giết. Sau khi giết số 3, Tsukasa bắt Mitsuba mới ăn trái tim của số 3 để trở thành Bí ẩn thứ ba mới. Mặc dù không phải là bản gốc và không có ký ức, Mitsuba mới có cùng tính cách và ước mơ của bản cũ, giờ đây mong muốn trở thành một con người thực sự 
Trước đây, Mitsuba không có bạn bè vì tự ái và thô lỗ. Với hy vọng thay đổi khi lên cấp hai, cậu đã kìm nén tính cách của mình lại, nhưng sau đó trở nên quá mờ nhạt và không nhận được sự chú ý từ mọi người. Cậu là một nhiếp ảnh gia tài năng và nhận được giải thưởng trong câu lạc bộ nhiếp ảnh của trường. Mitsuba tạo ra những biệt danh xúc phạm cho những người khác; cậu ấy gọi Kou là 'bông tai an toàn giao thông ngu ngốc', Yashiro là 'daikon-senpai', và Hanako là 'con dao điên rồ'. Tuy vậy, dưới sự thô lỗ và lòng tự ti của mình, Mitsuba tuyệt vọng để có được hạnh phúc và trở nên chán nản khi nghĩ về những thất bại trong cuộc sống ban đầu của mình.

### Bảy Bí Ẩn Trường Học
Bảy bí ẩn của Học viện Kamome là bảy tin đồn nổi tiếng nhất trong trường, với các năng lực siêu nhiên tương ứng của họ phục vụ để duy trì sự an toàn của học sinh khỏi những thế lực siêu nhiên. Dẫn đầu họ là Hanako, là Bí ẩn thứ bảy và nổi tiếng nhất. Mỗi người đều có Ranh giới của riêng mình và kiểm soát nó và đều sở hữu riêng một yorishiro. Ranh giới của họ là một phần của trường học nơi sức mạnh của họ là mạnh nhất. Ranh giới là 'biển' giữa Bờ gần, nơi sinh vật sống cư trú, và Bờ xa, nơi các sinh vật siêu nhiên khác tồn tại và do đó chứa một lượng nhỏ nước trên mặt đất. Một yorishiro thần thánh là một vật phẩm mà họ trân trọng, đóng vai trò như nguồn sức mạnh của họ. Khi một yorishiro bị tiêu diệt (bằng cách xé bỏ phong ấn ra), chỗ ngồi được chỉ định của Bí ẩn trường học và sức mạnh của họ sẽ bị loại bỏ. Do đó, chúng thường được giữ ở vùng sâu nhất của Ranh giới hoặc được bảo vệ bởi chính các Bí ẩn.
Bí ẩn số 1 - Ba Người Gác Đồng Hồ (三人の時計守, Sannin no Tokeimori)
Lồng tiếng bởi: Shun'ichi Toki
Đại diện: Kako, Akane Aoi và Mirai | Kiểm soát: Thời gian
Ba Người Gác Đồng Hồ canh giữ tháp đồng hồ của Học viện Kamome và kiểm soát thời gian. Kako, một ông già kiểm soát quá khứ và có thể tua lại thời gian. Một trong những bạn học của Yashiro, Akane Aoi (蒼 井 茜, Aoi Akane), là một con người với bí mật là Người giữ Đồng hồ; cậu ta kiểm soát hiện tại và có thể dừng thời gian nhiều người và vật thể trong năm phút, tối đa 3 lần mỗi ngày chỉ trong khuôn viên trường học (hầu hết cậu dành số thời gian đó chỉ để ngắm Aoi, bạn của Nene). Mirai, một cô bé tí hon nhí nhảnh kiểm soát tương lai và có thể đẩy nhanh thời gian của ai đó bằng cách chạm vào họ, cô bé vừa tham ăn mà còn rất nhanh nhẹn.
Bí ẩn số 2 - Cầu Thang Misaki (ミサキ階段, Misaki Kaidan)
Lồng tiếng bởi: Yukana
Đại diện: Yako (ヤコ) | Kiểm soát: Không gian
Cầu thang Misaki là cầu thang phía trước phòng mỹ thuật. Bất cứ ai bước lên bậc thang thứ tư đều được đồn đại là sẽ bị chuyển đến thế giới linh hồn, bị "Misaki" xé xác đến chết, và máu của họ văng tung tóe trên cầu thang vào ngày hôm sau. Yako, linh hồn kitsune của một bức tượng inari ở đền (ngôi đền đó vốn dĩ là nơi cho trẻ con học) là bí ẩn số 2. Lúc đó, cô đã yêu Misaki, một giáo viên dạy ở đó, người có thể nhìn thấy cô, dạy cô cách đọc và viết, và đưa cô vào ảnh lớp của anh ta. Cô không bao giờ gặp lại anh sau khi bị đồn là đã chết trong một vụ tai nạn cầu thang ở đền. Khi những lời đồn đại của cô thay đổi, Yako buộc phải băm xác những ai bước vào ranh giới của cô và sử dụng tay chân của họ để tái tạo Misaki. Yorishiro của cô ấy là một chiếc kéo, một món quà từ Misaki.
Bí ẩn số 3 - Địa Ngục Của Những Chiếc Gương (カガミジゴク, Kagami Jigoku)
Đại diện lúc này: Mitsuba (ミツバ)
Địa ngục Của Những Chiếc Gương là một ranh giới từng được điều khiển bởi một siêu nhiên có thân hình giống loài chim. Những tấm gương tiết lộ nỗi sợ hãi và bất an sâu sắc nhất của một người, có được sức mạnh dựa trên mức độ sợ hãi của người đó. Tsukasa đã giết bí ẩn trước đó và trái tim của tên đó bị Mitsuba, người đã trở thành bí ẩn số 3 mới ăn vào.
Bí ẩn số 4 - Phòng Mỹ Thuật Của Shijima (美術室のシジマさん, Bijutsushitsu no Shijima-san)
Đại diện: Shijima Mei (シジマメイ)
Shijima Mei là một sinh viên nghệ thuật năm thứ ba được đồn đại là đã tự tử vì cha mẹ cô không chấp thuận sự lựa chọn của cô để theo đuổi mỹ thuật chuyên nghiệp; trên thực tế, Mei đã bị ốm nặng và chết trước khi cô có thể tốt nghiệp. Trong khi thực hiện bài tập mỹ thuật ở bệnh viện, Mei đã tưởng tượng ra một thế giới hư cấu nơi bản thân khỏe mạnh thay thế của cô có thể vẽ một cách hạnh phúc trong một tòa tháp, mong muốn người thay thế sẽ vẽ ở vị trí của cô sau khi mình chết. Vô tình, Mei tạo ra Shijima, người thay thế và là bản thân lý tưởng của cô, người đã theo dõi cô trong phần còn lại của cuộc đời và thề sẽ bảo vệ cô. Sau khi Mei chết, tác phẩm của cô ấy được trưng bày trong phòng nghệ thuật và bị những người khác ngắm bức tranh  dấy lên những tin đồn thất thiệt, khiến Shijima vô cùng tức giận vì chúng làm hoen ố danh tiếng của Mei. Ranh giới của cô ấy là tòa tháp trong bức tranh của Mei. Cô có sức mạnh để vẽ và tạo ra những thế giới hư cấu, nơi mọi người có thể sống dựa trên những mong muốn sâu sắc nhất của họ. Cô có yorishiro là cuốn sổ phác thảo của mình.
Bí ẩn số 5 - Thư Viện 16 giờ (十六時の書庫, Jūroku-ji no Shoko)
Lồng tiếng bởi: Kenjiro Tsuda
Đại diện: Ryuujirou Tsuchigomori | Kiểm soát: Hồ sơ
Bốn giờ chiều tại thư viện là một căn phòng bí ẩn chứa đầy sách ghi về quá khứ, hiện tại và tương lai của mỗi học sinh, có mở vào lúc 4 giờ chiều. Sách có ba màu; sách trắng ghi về người sống, sách đen ghi người chết, sách đỏ ghi tương lai và bị cấm đọc. Người phụ trách thư viện là Tsuchigomori, một siêu nhiên giống nhện, sống như một giáo viên tại Học viện Kamome. Ông hiện là giáo viên chủ nhiệm của Kou và trước đây là giáo viên chủ nhiệm của Hanako. Là giáo viên của cậu, ông chăm sóc cho Hanako và bị ảnh hưởng sâu sắc khi cậu ấy qua đời. Trước khi chết, Hanako đã yêu cầu Tsuchigomori giữ vật sở hữu trân quý nhất của mình, một cục đá mà cậu ta tin rằng đã rơi xuống từ mặt trăng. Tảng đá trở thành yorishiro của Tsuchigomori sau khi Yugi Amane (Hanako) chết.
Bí ẩn số 6 - Thần Chết (死神様, Shinigami-sama) 
Đại diện: Hakubo
Vào đêm tsukimi, Shingami được đồn đại sẽ cướp đi mạng sống của những người ngủ quên trong khi chờ ngắm mặt trăng và có thể nghe thấy những người sắp chết với giai điệu của cây sáo. Do đó, người dân đan giỏ suốt đêm để thức và bảo vệ những người có thể nghe thấy tiếng sáo. Số 6 hiện tại là Shinigami-sama, Thần Chết. Ranh giới của anh nằm bên dưới trường học, là ranh giới gần nhất với Bờ xa. Yorishiro của anh là cô gái tên Sumire, có thể là tổ tiên của Aoi, người mà anh đã bảo vệ cho đến khi cô hy sinh.
Bí ẩn số 7 - Hanako-san Nhà Xí (トイレのはなこさん, Toire no Hanako-san)
Đại diện: Hanako-kun
Bí ẩn trường học nổi tiếng nhất. Hanako luôn được đồn đại là nữ nhưng Hanako thực sự là con trai. Cậu ta có quyền ban điều ước cho những người còn sống nhưng với sự đền bù, cậu ta phải lấy một thứ gì đó thân yêu đối với họ để đáp lại. Tuy vậy cậu đã từng có lần biến thành con gái thật do đang định tiêu diệt một con quái và tận hưởng làm con gái một lần trong đời (muốn biết hãy đọc Hanako-kun sau giờ học).

### Những Siêu nhiên học viện Kamome
Ngoài Bảy điều bí ẩn, còn có những siêu nhiên khác, yếu thế và nhỏ bé hơn đang lang thang khắp trường. Họ dựa vào những tin đồn của học sinh để có được sức mạnh, không giống như các Bí ẩn vốn đã có của họ vì họ rất phổ biến và lan rộng trong giới học sinh.
Mokke (もっけ, Mokke)
Lồng tiếng bởi: Yuri Yoshida, Chitose Morinaga , Mai Kanazawa
Được biết đến với cái tên "Yousei-San", Mokke trên thực tế là những siêu nhiên giống thỏ thích đồ ngọt. Chúng có một trường hợp nhẹ của kleptomania, thích thực hiện các hành vi trộm cắp nhỏ một cách ngẫu nhiên. Do vẻ ngoài nhút nhát và yếu ớt, các Mokke có xu hướng hợp nhất lại với nhau để tạo ra những sinh vật to lớn, ghê rợn để chống lại kẻ thù, khiến học sinh khiếp sợ.
Kodama (木魅, Kodama)
Lồng tiếng bởi: Ryōtarō Okiayu
Được biết đến với cái tên "Cây tỏ tình" (告白 の 木, Kokuhaku no ki). Nó là thực vật được biết đến là 'Thần Tình yêu'. Kodama thực sự là một tinh linh dưới dạng một cái cây quyết tâm truyền bá tình yêu cho các học sinh, nhưng có thể quá can thiệp và bướng bỉnh. Sau khi bị Hanako đánh bại, nó biến thành kích thước của một bông cải xanh, bị suy yếu rất nhiều.
Những nhân vật khác
Tsukasa Yugi (柚木 つかさ, Yugi Tsukasa)
Lồng tiếng bởi: Megumi Ogata
Em trai sinh đôi giống hệt như Hanako. Khi họ vẫn còn sống, cặp song sinh được cho là rất thân thiết cho đến khi cậu ta bị Hanako giết. Cậu vui vẻ và hoàn toàn trẻ con, nhưng tính cách của cậu thay đổi nhanh chóng để thể hiện một khía cạnh của sự loạn trí và điên loạn. Cậu ta không suy nghĩ về hậu quả và hành động theo ý thích, quyết định giết mọi thứ chỉ vì cậu ta cảm thấy nó vui. Cặp song sinh có niềm tin đối lập nhau; trong khi Hanako nhấn mạnh tầm quan trọng của việc duy trì sự cân bằng hòa bình giữa con người và siêu nhiên, Tsukasa tin rằng cả hai nên cư xử theo cách họ mong muốn, ngay cả khi điều đó có nghĩa là sẽ gây ra sự tàn phá khủng khiếp. Trong khi Hanako ban điều ước cho người sống, Tsukasa ban điều ước cho người chết. Cậu mặc một bộ kimono ngắn tay màu đen với một chiếc hakama màu xám và một nút trắng bên dưới. Đối diện với Hanako, cậu có một con dấu phong ấn đen trên má phải của mình và sử dụng ma trơi koku-joudai màu đen. Tsukasa làm việc với trợ lý là Sakura, để thay đổi những tin đồn về siêu nhiên trong trường vì mục đích riêng của mình.
Sakura Nanamine (七峰 桜, Nanamine Sakura)
Lồng tiếng bởi: Chika Anzai  
Một học sinh trung học năm ba xinh đẹp tại Học viện Kamome. Tương tự như Yashiro, cô trở thành trợ lý của Tsukasa sau khi cậu ban cho cô một điều ước. Cô là chủ tịch của Câu lạc bộ Phát thanh và giúp cậu ta phát đi những tin đồn đã thay đổi về siêu nhiên. Sakura thường nghiêm khắc và tỏ ra khó chịu với cả Natsuhiko và Tsukasa, cô thường tưởng tượng Tsukasa là một con mèo hơn là một thằng nhóc.
Natsuhiko Hyūga (日向 夏彦, Hyūga Natsuhiko)
Lồng tiếng bởi: Takahiro Mizushima  
Là sinh viên năm thứ hai tại Học viện Kamome và là thành viên của Câu lạc bộ Phát thanh viên. Anh ta thường được nhìn thấy đang cố gắng giành lấy tình cảm của Sakura nhưng vô ích. Mặc dù không ràng buộc với Tsukasa, Natsuhiko giúp đỡ các âm mưu của Tsukasa. Tính cách ngỗ ngược của anh có xu hướng khiến anh tự mình gặp rắc rối
Teru Minamoto (源 輝, Minamoto Teru)
Lồng tiếng bởi: Yuma Uchida  
Một học sinh trung học năm hai, hội trưởng hội học sinh, và là nam sinh nổi tiếng nhất trường. Anh là anh trai của Kou và là con trai cả của Gia tộc Minamoto. Là một nhà trừ tà phi thường, anh được các trưởng lão trong gia đình huấn luyện từ khi còn nhỏ để trừ tà cho siêu nhiên và thấm nhuần tư tưởng của gia tộc rằng tất cả siêu nhiên vốn dĩ đều xấu xa. Mặc dù có vẻ ngoài điềm đạm và dịu dàng, nhưng anh lại tàn nhẫn và có nhận thức đáng sợ. Anh có một tính cách hơi tàn bạo, thường xuyên khủng bố Mokke để làm người hầu cho mình. Anh yêu thương những đứa em của mình và muốn Kou trừ tà hết Bảy Bí ẩn để cậu ta có thể trở nên mạnh mẽ hơn. Teru thường dành hàng đêm để trừ tà, làm anh chỉ được ngủ sau giờ học.
Aoi Akane (赤根 葵, Akane Aoi)
Lồng tiếng bởi: Minako Sato  
Một học sinh trung học năm nhất và là bạn thân nhất của Yashiro. Là cô gái xinh đẹp, thông minh và nổi tiếng nhất ở trường, cô thích những tin đồn về Bảy điều bí ẩn và kể lại câu chuyện của chúng cho Yashiro. Yashiro lưu ý một cách đáng ngờ, tất cả những tin đồn mà Aoi nói với cô đều trở thành sự thật. Điều này được cho là có liên quan đến nguồn gốc của cô là một người sở hữu dòng máu của Kannagi. Aoi và Yashiro đều thuộc Câu lạc bộ làm vườn. Cô là hàng xóm và bạn thời thơ ấu với Akane Aoi.
Lemon Yamabuki (山吹 檸檬, Yamabuki Remon)
Lồng tiếng bởi: Genki Okawa
Một học sinh năm nhất tại Học viện Kamome và là bạn thân nhất của Akane. Cậu có hành động thờ ơ và thường xuyên được nhìn thấy là đang cắm cúi vào điện thoại.
Shun Yokoo & Yomogi Satou (横尾瞬 & 佐藤蓬, Yokoo Shun & Satou Yomogi)
Lồng tiếng bởi: Shoutarou Uzawa (Yokoo), Teppei Uenishi (Satou)
Hai học sinh trung học năm ba tại Học viện Kamome và bạn thân của Kou. Yokoo thích thể thao thường rất thoải mái và vui vẻ. Satou thích nướng bánh và đồ ngọt, cậu thường có tính cách nghiêm khắc và nghiêm túc.
Nagisa-sensei (ナ ギ サ)
Lồng tiếng bởi: Mitsuhiro Sakamaki
Là giáo viên chủ nhiệm của Lớp 1-A ở Học viện Kamome trong đó có Nene và Aoi học. Anh dạy môn khoa học xã hội, Nagisa có phần ngoại hình khá giống với Misaki (tên của giáo viên mà Yako thầm thương trộm nhớ đã qua đời). Yako bị hấp dẫn sâu sắc bởi sự giống nhau của họ và do dự gặp anh ta mặc dù anh từ đầu nhầm Yako là chồn hương khi anh chứng kiến cô trong hình dạng hồ ly và định diệt nó vì nghĩ là động vật có hại sau cùng Yako phải giả làm mèo để cho anh nuôi được trong học viện.
Minamoto Tiara (源てぃあら)
Lồng tiếng bởi: Misaki Kuno
Là em gái của Teru và Kou, và là trưởng nữ của gia tộc Minamoto lâu đời. Cô được cả hai anh trai mình cưng chiều, nhất Teru hay gọi cô bé là công chúa. Dù chỉ mới 5 tuổi nhưng cô bé đã sở hữu linh lực mạnh chả khác gì Teru, đủ để tiêu diệt một siêu nhiên hung ác. Cô cũng chả mấy khi sợ những sinh vật siêu nhiên, còn nhận một con Mokke về làm thú cưng vì dễ thương và đặt đầy đủ cho nó là Minamoto Fairy.

## Truyền thông

### Manga
| #  | Phát hành Tiếng Nhật | Phát hành Tiếng Nhật                          | Phát hành en                                                     | Phát hành en      |
| #  | Ngày phát hành       | ISBN                                          | Ngày phát hành                                                   | ISBN              |
| -- | -------------------- | --------------------------------------------- | ---------------------------------------------------------------- | ----------------- |
| 1  | 22 tháng 5 năm 2015  | 978-4-7575-4662-2                             | 29 tháng 8 năm 2017 (kỹ thuật số) 28 tháng 1 năm 2020 (ấn phẩm)  | 978-1-9753-3287-7 |
| 2  | 21 tháng 11 năm 2015 | 978-4-7575-4819-0                             | 31 tháng 10 năm 2017 (kỹ thuật số) 17 tháng 3 năm 2020 (ấn phẩm) | 978-1-9753-9957-3 |
| 3  | 27 tháng 5 năm 2016  | 978-4-7575-5000-1                             | 26 tháng 12 năm 2017 (kỹ thuật số) 19 tháng 5 năm 2020 (ấn phẩm) | 978-1-9753-1135-3 |
| 4  | 27 tháng 9 năm 2016  | 978-4-7575-5112-1                             | 27 tháng 2 năm 2018 (kỹ thuật số) 21 tháng 7 năm 2020 (ấn phẩm)  | 978-1-9753-1136-0 |
| 5  | 27 tháng 2 năm 2017  | 978-4-7575-5259-3                             | 24 tháng 4 năm 2018 (kỹ thuật số) 20 tháng 10 năm 2020 (ấn phẩm) | 978-1-9753-5472-5 |
| 6  | 27 tháng 7 năm 2017  | 978-4-7575-5427-6                             | 26 tháng 6 năm 2018 (kỹ thuật số) 8 tháng 12 năm 2020 (ấn phẩm)  | 978-1-9753-0281-8 |
| 7  | 27 tháng 12 năm 2017 | 978-4-7575-5572-3                             | 28 tháng 8 năm 2018 (kỹ thuật số) 23 tháng 2 năm 2021 (ấn phẩm)  | 978-1-9753-2794-1 |
| 8  | 26 tháng 5 năm 2018  | 978-4-7575-5732-1                             | 30 tháng 10 năm 2018 (kỹ thuật số) 23 tháng 3 năm 2021 (ấn phẩm) | 978-1-9753-5630-9 |
| 9  | 26 tháng 10 năm 2018 | 978-4-7575-5900-4                             | 29 tháng 1 năm 2019 (kỹ thuật số) 18 tháng 5 năm 2021 (ấn phẩm)  | 978-1-9753-1141-4 |
| 10 | 27 tháng 3 năm 2019  | 978-4-7575-5900-4                             | 28 tháng 4 năm 2020 (kỹ thuật số) 20 tháng 7 năm 2021 (ấn phẩm)  | 978-1-9753-9900-9 |
| 11 | 27 tháng 8 năm 2019  | 978-4-7575-6147-2 ISBN 978-4-7575-6148-9 (SP) | 26 tháng 5 năm 2020 (kỹ thuật số) 21 tháng 9 năm 2021 (ấn phẩm)  | 978-1-9753-1682-2 |
| 12 | 27 tháng 12 năm 2019 | 978-4-7575-6330-8 ISBN 978-4-7575-6331-5 (SP) | 30 tháng 6 năm 2020 (kỹ thuật số) 16 tháng 11 năm 2021 (ấn phẩm) | 978-1-9753-1688-4 |
| 13 | 27 tháng 5 năm 2020  | 978-4-7575-6661-3                             | 18 tháng 8 năm 2020 (kỹ thuật số) 18 tháng 1 năm 2022 (ấn phẩm)  | 978-1-9753-1908-3 |
| 14 | 27 tháng 11 năm 2020 | 978-4-7575-6965-2                             | 29 tháng 6 năm 2021 (kỹ thuật số) 17 tháng 5 năm 2022 (ấn phẩm)  | 978-1-9753-3851-0 |
| 15 | 27 tháng 4 năm 2021  | 978-4-7575-7224-9 ISBN 978-4-7575-7225-6 (SP) | 27 tháng 7 năm 2021 (kỹ thuật số) 19 tháng 7 năm 2022 (ấn phẩm)  | 978-1-9753-3853-4 |
| 16 | 27 tháng 9 năm 2021  | 978-4-7575-7495-3                             | 22 tháng 2 năm 2022 (kỹ thuật số) 20 tháng 9 năm 2022 (ấn phẩm)  | 978-1-9753-4734-5 |
| 17 | 26 tháng 2 năm 2022  | 978-4-7575-7760-2                             | 21 tháng 6 năm 2022 (kỹ thuật số) 21 tháng 2 năm 2023 (ấn phẩm)  | 978-1-9753-5935-5 |
| 18 | 26 tháng 8 năm 2022  | 978-4-7575-8096-1                             | 18 tháng 7 năm 2023 (ấn phẩm)                                    | 978-1-9753-6979-8 |
| 19 | 27 tháng 2 năm 2023  | 978-4-7575-8329-0                             | 12 tháng 12 năm 2023 (ấn phẩm)                                   | 978-1-9753-7583-6 |
| 20 | 25 tháng 8 năm 2023  | 978-4-7575-8636-9 ISBN 978-4-7575-8637-6 (SP) | 17 tháng 9 năm 2024 (ấn phẩm)                                    | 979-8-8554-0073-1 |
| 21 | 27 tháng 2 năm 2024  | 978-4-7575-9065-6                             | 21 tháng 1 năm 2025 (ấn phẩm)                                    | 979-8-8554-1019-8 |
| 22 | 26 tháng 7 năm 2024  | 978-4-7575-9315-2                             | —                                                                | —                 |
| 23 | 27 tháng 12 năm 2024 | 978-4-7575-9589-7                             | —                                                                | —                 |
| 24 | 26 tháng 6 năm 2025  | 978-4-7575-9919-2                             | —                                                                | —                 |

### Anime
Một anime truyền hình dài tập chuyển thể được công bố trên tạp chí G Fantasy vào ngày 18 tháng 3 năm 2019.  Bộ phim được vẽ hoạt hình bởi Lerche và do Masaomi Andō đạo diễn, Yasuhiro Nakanishi xử lý thành phần, và Mayuka Itou thiết kế nhân vật. Hiroshi Takaki sáng tác nhạc. Anime được công chiếu vào ngày 9 tháng 1 năm 2020 TBS, SUN, CBC, và BS-TBS.  Chibaku Shōnen Band biểu diễn bài hát mở đầu của anime "No.7", Kitō Akari trình diễn bài hát kết thúc "Tiny Light." Anime sẽ phát sóng trong 12 tập. Funimation đã cấp phép cho simuldub.
Vào tháng 12 năm 2022, một dự án anime mới đã được công bố và sau đó được mô tả là sự "làm lại" của anime. Vào tháng 8 năm 2023, một bộ phim truyền hình anime ngắn chuyển thể từ Hanako-kun sau giờ học đã được công bố và được coi là "phần đầu tiên" của dự án. Phim do Lerche sản xuất và Masaki Kitamura đạo diễn, với kịch bản do Kazuma Nagatomo viết, thiết kế nhân vật do Aya Higami, người cũng từng là giám đốc hoạt hình, đảm nhận và âm nhạc do Hiroshi Takaki sáng tác. Bộ phim được phát sóng trên TBS từ ngày 13 tháng 10 đến ngày 3 tháng 11 năm 2023 và bao gồm các tập dài 10 phút được phát sóng trong bốn tuần.  Akari Kitō, Yuri Yoshida, Chitose Morinaga và Mai Kanazawa trình bày ca khúc chủ đề kết thúc "Koi! Koi Koi" (来い!濃い恋, "Come to Me, Deep Love"). Crunchyroll đã cấp phép cho anime. 
Vào tháng 11 năm 2023, phần tiếp theo dài bốn tập của Hanako-kun sau giờ học đã được công bố và dự kiến ra mắt vào tháng 4 năm 2024. Người ta cũng tiết lộ rằng phần thứ hai của anime đã được bật đèn xanh. 

## Tiếp nhận
Đến tháng 8 năm 2022, "Cậu" ma nhà xí Hanako-kun đã có hơn 8 triệu bản được lưu hành. 
Trong bài đánh giá về bộ anime cho NEO, Jones Alex khen ngợi bộ truyện và các nhân vật hấp dẫn cũng như hình ảnh độc đáo, so sánh Hanako-kun với một cuốn truyện tranh sống động, sử dụng đường nét dày đặc, màu sắc rực rỡ và tỷ lệ nhân vật khác biệt. 